# Данаил Юруков
Данаил Стоянов Юруков е български революционер, политик, дипломат и общественик.

## Биография
Роден е на 25 май 1852 година в Брацигово в заможно търговско семейство по произход от Костурско. Баща му Стоян Димитров Юруков е един от водачите на Априлското въстание в Брацигово, а след разгрома на въстанието е хвърлен в пловдивския зандан „Ташкапия“ заедно с бащата на Константин Величков, което е описано в книгата на К. Величков „В тъмницата“. Оттам Стоян Юруков е заточен заедно с брат му Никола Юруков в крепостта Сен Жан Д'Арк. Първоначално Данаил Юруков учи в родния си град, а след това в 1867 г. завършва Пловдивското българско училище. Между 1867 и 1878 г. се занимава с търговия. През 1876 г. се включва в подготовката на Априлското въстание.
След освобождението участва в ръководството на комитета „Единство“. От 20 януари 1878 г. е първи кмет на Брацигово. През 1878 г. става член на Татарпазарджишкия съд, а за няколко месеца между юни и октомври 1879 г. е съветник в местната префектура. Бил е депутат в Областното събрание на Източна Румелия. Между 1882 и 1885 г. е член на Постоянния комитет на Източна Румелия. Редактор е на в. „Съединение“. През 1885 г. става член на Временното правителство на Източна Румелия след провъзгласяване на Съединението. Става народен представител през 1886 г. при допълнителните избори. След контрапреврата от 11 август 1886 г. като русофил емигрира и се завръща през 1894 г. От 17 ноември 1894 до 2 ноември 1896 г. е кмет на град Пловдив, след което е депутат в IX обикновено народно събрание от Пещерска околия. През 1895 г. взема участие в създаването на Търговско-индустриалната камара в Пловдив. От 1900 г. редактира в. „Свободна дума“.
От 1901 до 1902 година е търговски агент в северномакедонския град Скопие, а от 1902 до 1904 година е в източномакедонския град Сяр.
На 18 декември 1914 година екзарх Йосиф I записва в дневника си:
| „ | Господин Юруков заминава днес като търговски агентин на Княжеството в Скопие и дохожда да [си] вземе сбогом. Той казва, че той отива в Скопие, но и той сам не знае на какво основание се е развила революционната организация, кой я крепи и защо, когато е явно, че България не е готова да предприема война против Турция. Той не вижда да има българското княжеско правителство програма по вънкашната си политика, която да я следват правителствата, които идат едно подир друго. Каравелов е противен на туй движение, защото България не е в състояние да решава сега македонския въпрос, но и той не взема коренни мерки. Вижда се, че няма една мисъл, управляваща машината, (която трябва да бъде в държавния глава) и че министерствата дохождат и се катурват, цапайки се в партийните интереси и страсти, безсилни и зависещи от княза. Финансово страната е в много лошо положение, а и кредит няма пред тия неуредици. Той, разумява се, беше много сдържан относно лицата и държавния глава и говори отвлечено за положението, а аз изваждам сам заключението, че главната вина за тая политика, безпринципна [и] неопределена, е княза и после партизанството на партиите, които се влачат на корем пред него, или нямат силата да му наложат да управлява конституционно. | “ |

През 1922 година издава своите спомени, озаглавени „Спомени из политически живот на България“.
Женен е за Теофана Величкова-Юрукова, сестра на Константин Величков, с която имат двама сина (Васил и Георги) и две дъщери (София и Мара). София Юрукова създава през 1909 година първото издателство за преводна литература „Мозайка от знаменити съвременни романи“.
През 1926 година излиза книгата му „Размишления върху произхода на българите“, в която застъпва автохтонната теория и дава ценни сведения за българския език.
Други негови книги са: „Старо време“ и „Брацигово“.